# Sojuz 20
Sojuz 20 (ros. Союз 20) – bezzałogowy lot pojazdu Sojuz na stację Salut 4. 

## Przebieg misji
Wobec tego, że nie było specjalnego towarowego statku, podjęto próbę posłużenia się  statkiem Sojuz, ale bez załogi. Użyto w tym celu statku Sojuz 20. Wystartował  z Ziemi 17 listopada 1975 roku. W dniu 19 listopada 1975 roku został zdalnie przeprowadzony manewr zbliżenia i połączenia statku Sojuz 20 z bazą satelitarną Salut 4, w której nie było załogi. Kabina nawigacyjno-powrotna statku nie była pusta. Znajdowało się w niej wiele doświadczalnych obiektów biologicznych. Statek Sojuz 20 pozostawał przyłączony do bazy satelitarnej do 16 lutego 1976 roku i w tym dniu powrócił na Ziemię. Celem misji, która odbywała się w systemie automatycznym, było przeprowadzenie kontroli ulepszonych przyrządów pokładowych w różnorakich warunkach lotu. 
Podczas tego eksperymentu chodziło też o sprawdzenie, jak długo statek Sojuz może zachować zdolność użytkową w czasie pobytu w kosmosie.